# Madisaviridae
Madisaviridae ist eine vom International Committee on Taxonomy of Viruses (ICTV) im März 2022 neu eingerichtete Familie von Archaeenviren innerhalb der Klasse Caudoviricetes. Sie ist innerhalb dieser Klasse bisher ohne nähere Zuordnung (Stand 29. Februar 2024); mit diesem Stand umfasst die Familie monotypisch nur eine Gattung, Clampvirus mit einer einzigen Art (Spezies) Clampvirus HHTV1 (Referenzstamm Haloarcula hispanica tailed virus 1, kurz: HHTV-1).
Die Zugehörigkeit zu den Caudoviricetes und ihre halophilen Archaeenwirte klassifizieren die Madisaviridae nicht-taxonomisch einerseits als arTVs (archaeal tailed viruses), andererseits als Haloviren.

## Beschreibung

### Morphologie
Die durch HHTV-1 repräsentierten Madisaviridae sind vom Morphotyp der Siphoviren.

### Wirte
Die Wirte von HHTV-1 und damit der Familie Madisaviridae sind stark salzliebende (hyperhalophile) Archaeen der Art Haloarcula hispanica.

### Habitat und Fundort

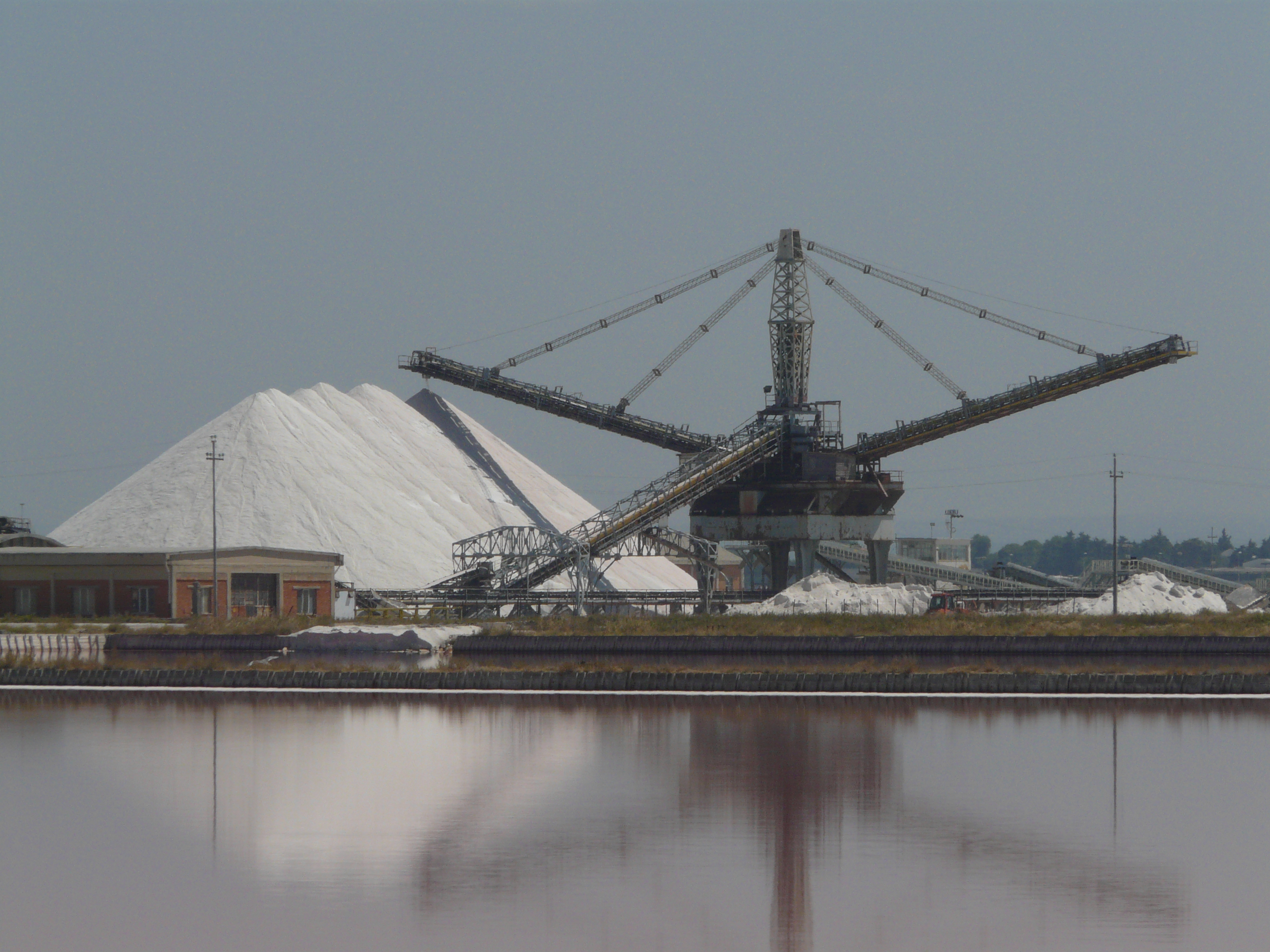
Die Saline von Margherita di Savoia

HHTV-1 ist ein Virus aus stark salzhaltigen Umgebungen.
Es wurde erstmals isoliert von Margherita di Savoia (Apulien, Italien),
wo sich die größte Saline Europas befindet, sowie seit 1977 ein Naturreservat (Riserva Naturale di Stato Saline di Margherita di Savoia).

### Genom und Proteom
Das Genom der Madisaviridae unsegmentiert, es ist ein lineares dsDNA-Molekül mit einer Länge von ca. 49 kbp (Kilobasenpaaren). Es gibt aber zirkuläre Permutationen (circular permutations, vergleiche Saparoviridae, Vertoviridae und die Zobellviridae-Gattung Citrovirus).
Das bereits zuvor beschriebene Haloarcula hispanica tailed virus 1 (HHTV-1) fand sich bei einer 2021 veröffentlichten Clusteranalyse mit 63 vollständigen Genomen von arTVs in einem als F12 bezeichneten Singleton
Es war das am stärksten divergierende unter den 2013 vollständig sequenzierten haloarchaealen Caudoviricetes (d. h. halophilen arTVs). 
Das einzige Homolog, das es mit anderen 2014 bekannten Mitgliedern dieser Gruppe teilt, ist ein mutmaßliches PCNA (Proliferating-Cell-Nuclear-Antigen), das dem PCNA von Haloarcula sinaiiensis tailed virus 1 (HSTV-1) aus der Familie Shortaselviridae (Ordnung Kirjokansivirales, Morphotyp Podoviren) ähnlich ist; auch clusterte in der Analyse 2021 das Hauptkapsidprotein (MCP) mit dem des Virus ChaoS9 aus der Caudoviricetes-Familie Vertoviridae.
HHTV-1 kodiert Replikationsproteine, darunter wie beim Haloarcula vallismortis tailed virus 1 (HVTV-1) aus der Caudoviricetes-Familie Druskaviridae (Ordnung Thumleimavirales) eine DNA-Klammer (DNA-Gleitklemme, DNA clamp) der dsDNA-Polymerase.
Im März 2022 wurde vom ICTV für HHTV-1 äquivalent zum Singleton F12 die monotypische Familie Madisaviridae als offizielles Taxon eingerichtet.

## Systematik
Die Systematik der Madisaviridae gemäß International Committee on Taxonomy of Viruses (ICTV) – mit Ergänzungen nach der Taxonomie des National Center for Biotechnology Information (NCBI) – ist wie folgt (Stand Mai/Juni 2024):

Familie Madisaviridae (ursprünglich als „F12-Gruppe“ bezeichnet)
- Gattung Clampvirus
  - Spezies Clampvirus italiense (früher Clampvirus HHTV1), mit
Haloarcula hispanica tailed virus 1 (HHTV-1, Halovirus HHTV-1)[8]

HHTV-1 ist zu unterscheiden 
- von Haloarcula vallismortis tailed virus 1 (HVTV-1) aus der Spezies Tredecimvirus HVTV1 (Caudoviricetes-Ordnung Thumleimavirales, Familie Druskaviridae),[15][16] sowie
- von Haloarcula sinaiiensis tailed virus 1 (HSTV-1) aus der Spezies Lonfivirus HSTV1 (Caudoviricetes-Ordnung Kirjokansivirales, Familie Shortaselviridae).[15][12]

Informationen zur phylogenetischen Stellung der Madisaviridae innerhalb der Caudoviricetes finden sich bei Ana Senčilo et al. (2013).

## Etymologie
- Der Name der Familie Madisaviridae ist als Portmanteau (Kofferwort) eine Abkürzung von Margherita di Savoia, dem Ort in Apulien, an dem das repräsentative Mitglied dieser Familie Haloarcula hispanica tailed virus 1 (HHTV-1) erstmals isoliert wurde; die Endung ‚-viridae‘ bezeichnet Virusfamilien.[2][1][3]

- Der Gattungsname Clampvirus verweist auf die von HHTV-1 kodierte DNA-Polymerase-Gleitklemme.[3]
  - Das Art-Epitheton HHTV1 ist eine Zusammenziehung der Viruskurzbezeichnung HHTV-1.